# Megachile bomplandensis
Megachile bomplandensis är en biart som beskrevs av Antonio Durante 1996. Megachile bomplandensis ingår i släktet tapetserarbin, och familjen buksamlarbin. Inga underarter finns listade i Catalogue of Life.